# صنایع دایموند ایرکرفت
صنایع دایموند ایرکرفت یک شرکت چینی تولیدکننده هواگردهای هوانوردی عمومی و موتور گلایدر، مستقر در اتریش است. این شرکت سومین سازنده بزرگ هواگرد برای بخش هوانوردی عمومی است و حضور جهانی دارد. این شرکت دارای امکانات تولیدی در وینر نویشتات، نیدراسترایش همچنین در لندن، انتاریو، کانادا، و به‌علاوه خطوط تولید را بیشتر به عنوان سرمایه‌گذاری مشترک در دیگر کشورها مانند چین راه‌اندازی می‌کند.

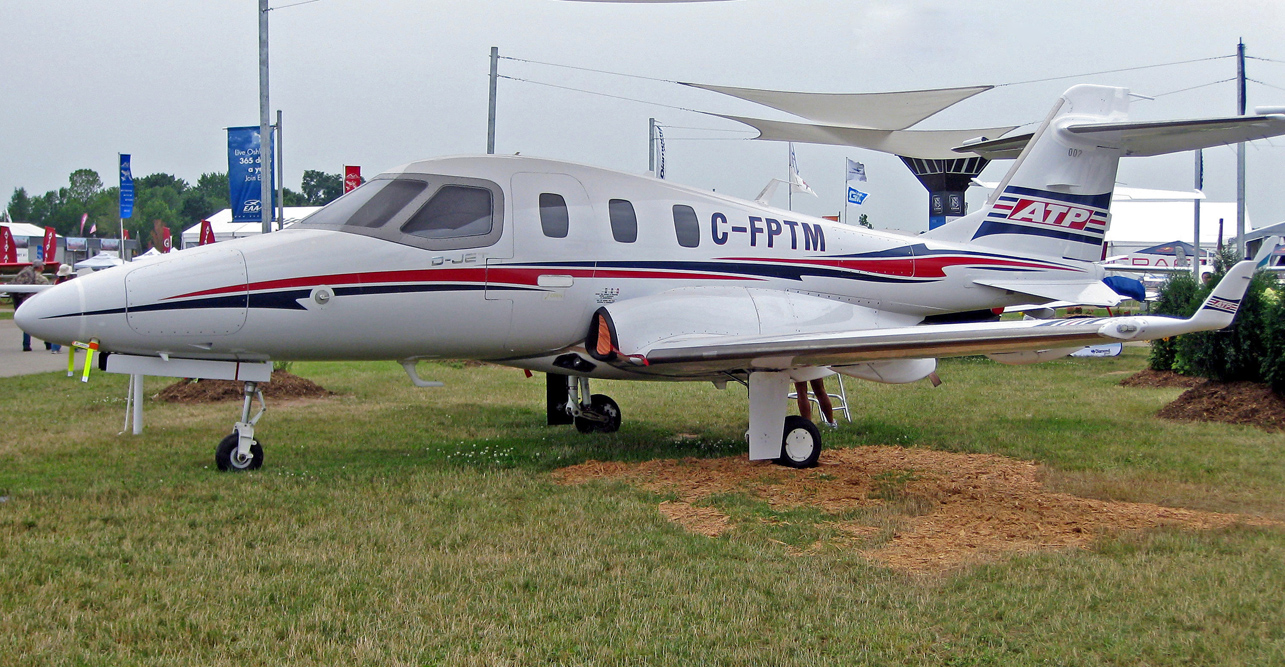
دایموند D-Jet، یک جت فوق‌سبک پنج نفره